# 小西玲太朗
小西 玲太朗 (こにし りょうたろう、1985年4月17日 - )は、男性シンガーソングライター、音楽プロデューサー、グラフィックアーティスト。タイのプーケット在住(2019年現在)。

## 来歴
2004年、「NO NAME DESIGN」のボーカル・ギターとして活動開始(2007年解散)する。その後「DAdDY WALK AROUND」を結成して2010年にファースト・ミニ・アルバム『Masterplan ONE』をリリースする
。
並行してデザイナーとして事業を開始し、アニメーターとタッグを組んだ映像と音楽のコラボ作品は第13回新国際ニコニコ映画祭大賞とユーザー賞を受賞、更に第15回文化庁主催メディア芸術祭で優秀賞、ニコニコ動画デイリーランキングでは総合ランキング1位を獲得する。また、グラフィックアーティストとしても、Amanaグループ関連グラフィックアートコンテストでグランプリを受賞する。人気アパレルブランドAndAではカットソー用のアート作品を提供するなど、独自の世界観が注目される。
2012年、バンド解散と同時に音楽活動を休止する。起業を経て、キャサリン・ライアン・ハイドの小説『ペイ・フォワード』に感銘を受け「音楽とは人々の理解を繋ぐ哲学である」というコンセプトのもと2016年7月より「PAYFORWARD」を始動。2017年7月には渋谷O-WESTにてワンマンライブを敢行しチケットはソールドアウトとなった。
2018年、7月にファースト・ミニアルバム『INFLATION』をリリースする。渋谷のTOWER RECORDS、HMV、TSUTAYA 各店にて新人アーティストでは例のない程の大展開が組まれ、リリース当日には渋谷MODIにてインストアライブを開催。数百人のオーディエンスが詰めかけるほどの大盛況となり、ライブが始まるや否や、「#ぺイフォワ」のワードがTwitterのトレンド入りを果たすなど大きな賑わいぶりを示す。ROCKIN'ON JAPANやbounceでのインタビュー掲載、日本テレビ系列の音楽番組バズリズム02
へ4週連続出演するなど、TOWER RECORDS ONLINEでは「まるで短編映画でも観ているかの様な独特の哲学的詩世界が痛烈に刺さる涙腺崩壊必至の極上ポップアルバム」と称される。
2019年、8月に今後のアート・音楽・映像などのアーティスト活動に関する名義を『Ryotaro Konishi』に統一することをオフィシャルサイトで発表する。同時に、その独特な世界観を表現した劇場型・共創型のエキシビジョンライブを年内に都内某所で開催することを発表する。

## ディスコグラフィー

### DAdDY WALK AROUND名義
- Masterplan ONE

### PAYFORWARD名義
- Payforward -gift ver.
- Regular
- Goofy
- 表面張力
- INFLATION